# Yohanna Abdallah
Pour les articles homonymes, voir Abdallah.
Yohanna Abdallah 
est un historien du peuple Yao, né au Mozambique.

## Biographie
Il entre dans la société des UMCA en 1898, en étant ordonné pasteur anglican à la cathédrale de Likoma. Après un bref séjour à Zanzibar, il s'installa à Unangu sur la rive orientale du lac Malawi. Il y passa vraisemblablement l'essentiel de sa carrière. Il se rendit en pèlerinage en Terre sainte en 1905.
Fin connaisseur du grec et de la Bible, il est surtout l'auteur de Chilaka cha Wayao, une étude pionnière sur la patrie des Yao. L'ouvrage fut publié en 1919 et republié en 1973.
Né vers 1870, Abdallah est mort en 1924.

## Œuvres
- Chilaka cha Wayao (1919).